# Marte verde
Marte verde es el título del segundo volumen de la Trilogía marciana de Kim Stanley Robinson.
La novela sigue la acción unos años después del final de Marte rojo, y los protagonistas son básicamente los mismos, junto con dos personajes nuevos, Arthur "Art" Randolph, y Nirgal, perteneciente a una nueva generación de ectógenos de Hiroko Ai.
Consta de diez partes, narradas cada una de ella, al igual que en el primer libro, desde el punto de vista de diferentes personajes.
El tiempo abarcado se sitúa entre algunos años después de 2061, y octubre de 2127. En 2061 "Los Primeros Cien" que siguen vivos son ya ancianos de más de 70 años. Sin embargo, siguen interviniendo activamente en el planeta, dirigiendo y organizando a la gente, y es gracias a un tratamiento médico de longevidad que se centra en la reparación de las cadenas de ADN que con la edad se van rompiendo, retardando así el envejecimiento celular, y a la vez, el del cuerpo. Por esa razón, estos mismos personajes siguen vivos hasta edades muy avanzadas, en perfecta forma.

## Argumento
Tras la fallida revolución de 2061 contra las Transnacionales, empresas tan poderosas que eran más importantes que los propios gobiernos nacionales, Marte ha vuelto a la normalidad. Los sabotajes realizados en acuíferos han hecho que estos suelten su agua a la superficie, donde se mantiene congelada en glaciares y océanos de hielo. Esto, junto a las nuevas variedades de plantas liberadas en la superficie, supone que el planeta está ya en un estado muy avanzado de Terraformación, pues la temperatura media está subiendo, así como la presión atmosférica. Estos vegetales están también cambiando la concentración de los distintos gases, para hacer posible respirar en la superficie.
Los protagonistas de "Los Primeros Cien" que aún siguen vivos tras estar en caza y captura por las transnacionales, se han refugiado con Hiroko Ai en su ciudad bajo el hielo polar, o bien han cambiado de identidad y apariencia para poder seguir actuando al descubierto. En esta ciudad nace una nueva generación de ectógenos (humanos gestados en un tanque de líquido) que van a influir mucho en el destino del planeta. Por otro lado, los demás colonos, pues la población de Marte ha subido enormemente, han dejado descendencia ya, y una nueva "especie" de hombres marcianos, más altos y ligeros, adaptados a la menor gravedad marciana. En ellos surge ya un sentimiento de ser "marcianos", distintos de la Tierra, que ellos no han conocido y que difícilmente podrían visitar nunca: su cuerpo resultaría frágil en la, para ellos, excesiva gravedad terrestre. Uno de estos jóvenes marcianos, y ectógeno de Hiroko, es Nirgal, que entrará en contacto con los dirigentes de una de las transnacionales menos agresivas con Marte, Praxis. Estas conversaciones provocarán el mayor cambio a largo plazo en la débil resistencia marciana, y es el apoyo de uno de los gigantes terrestres en su lucha por la independencia.
Esta resistencia no es un todo con las mismas ideas, sin embargo, tienen claro que no desean que las empresas terrestres se sirvan de Marte como una mina de suministros baratos para la decadente Tierra, y ese intento consigue aunar a partidarios y detractores de la Terraformación, a gentes de diversas procedencias y tendencias, colonos y marcianos, una amalgama de ideas que luchará tenazmente por su libertad en el planeta rojo, ya no tan rojo desde que ellos están allí.

## Elementos sobresalientes
Si en la anterior novela destacaba el ascensor espacial y la gestación artificial, en esta son las grandes obras de ingeniería las cosas más llamativas: las empresas pondrán en órbita un gran espejo, la Soletta para reflejar mayor cantidad de luz solar sobre el planeta, y elevar así su temperatura. Su tamaño se mide en miles de kilómetros.
El otro aspecto es la construcción de ciudades bajo tiendas transparentes, hechas con plásticos resistentes y livianos, productos de los enormes avances en la ciencia de materiales.
Otros aparatos curiosos son los ultraligeros y dirigibles usados para desplazarse por la incipiente atmósfera, a parte de los grandes vehículos con orugas, lo más parecidos a tanques, con los que la gente se desplaza libremente por la superficie. Nuevas líneas de trenes de levitación magnética unirán pronto las diversas ciudades del planeta, en un intento por conquistar las grandes extensiones de tierras aún salvajes de Marte.